# Войтюк Дмитро Григорович
Войтюк Дмитро Григорович (01. 05. 1939, с. Повч) — фахівець у галузі механізації сільського господарства. Кандидат технічних наук (1967), професор (1988), член-кореспондент УААН (1993)

## Біографія
Войтюк Дмитро Григорович народився 1 травня 1939 в селі Повч Лугинського району Житомирської області.
Закінчив місцеву Повчанську школу.
В 1960 закінчив Українську сільськогосподарську академію (нині Національний університет біоресурсів і природокористування). Після завершення навчання, Дмитро Григорович з 1962 року працює на кафедрі сільськогосподарських машин.
1967 році отримав наукове звання - кандидат технічних наук. Від 1984 року – професор.
1988–2005 – завідуючий кафедрою сільськогосподарських машин.
З 1993 року член-кореспондент УААН.
1976-2001 рр. декан факультету механізації сільського господарства, у 2001-2010 рр. директор навчально-наукового Технічного інституту Національного аграрного університету. 
З 2010 – професор кафедри сільськогосподарських машин.
Останні роки Дмитро Григорович очолює Раду ветеранів НУБіП.

### Родина
Син Дмитра Григоровича - Войтюк Валерій Дмитрович (нар.1961) – фахівець у галузі експлуатації машин і технічного сервісу. Доктор технічних наук (2012), професор (2014).

## Наукова діяльність
Д.Г. Войтюк зробив вагомий внесок у розвиток механізації сільськогосподарського виробництва України, землеробської механіки, підготовку і виховання інженерних і наукових кадрів. Його дослідження та наукові праці присвячено головним чином розробці й оптимізації засобів механізації раціонального і безпечного для зовнішнього середовища застосування пестицидів у боротьбі з основними шкідниками, хворобами сільськогосподарських культур і бур’янами.
Під керівництвом Д.Г. Войтюка відкрито новий напрям у розвитку землеробської механіки – технології точного землеробства і створено проблемну лабораторію, в якій розроблено вітчизняні інформаційно-програмно-апаратні комплекси агровиробництва. Д.Г. Войтюк – автор більше 700 наукових праць, серед яких понад 80 авторських свідоцтв і патентів на винаходи, 8 монографії, понад 30 підручників і навчальних посібників, під його керівництвом підготовлено 11 кандидатів наук.

## Нагороди і відзнаки
Д.Г. Войтюка відзначено високими державними нагородами: 
- орденом «Знак Пошани» (1981)
- оденом «За заслуги» ІІІ (1998), ІІ (2005) та І (2020) ступенів,
- «Святих Кирила і Мефодія» Української православної церкви (2004);
- медаллю «До 1500-річчя Києва» (1982),
- медаллю «Ветеран праці» (1987),
- медаллю «Михайла Очаповського» Польської академії наук (2008);
- Почесною Грамотою Верховної Ради України (2004),
- трудовою відзнакою Міністерства аграрної політики України знак Пошани (2004),
- знаком Міністерства освіти і науки України «За наукові досягнення» (2005);
- присвоєно почесне звання заслуженого працівника народної освіти УРСР (1990),
- присуджено Премію імені І. П. Котляревського в номінації «Наука» (1997),
- присвоєно почесне звання заслуженого професора Національного аграрного університету,
- нагороджено нагрудним знаком «Відмінник освіти України» (2003)

## Наукові праці
- Сільськогосподарські машини та їх використання. К., 1968 (в співавторстві).
- Сільськогосподарські машини. К., 1970; 1982; 1993; 1994 (в співавторстві).
- Довідник по захисту польових культур. К., 1985 (в співавторстві).
- Механізація сільськогосподарського виробництва і захисту рослин. К., 1993 (в співавторстві).
- Система точного землеробства – новий індустріальний крок у сільському господарстві // С.-г. техніка України. 1998. № 2 (в співавторстві).
- Розробка спеціалізованого обладнання сільськогосподарських машин для технологій точного землеробства. К., 2003 (в співавторстві).